# Agostina Alonso

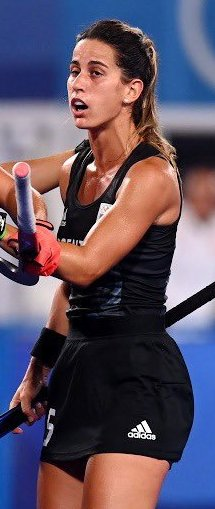
Agostina Alonso (2020)

Agostina „Agos“ Alonso (* 1. Oktober 1995 in Buenos Aires) ist eine argentinische Hockeyspielerin. Sie gewann mit der argentinischen Nationalmannschaft eine olympische Silbermedaille (2021) und eine Bronzemedaille (2024).

## Sportliche Karriere
2016 gewann Alonso bei den Panamerikanischen Juniorenmeisterschaften und bei den Junioren-Weltmeisterschaften. 2017 debütierte die Stürmerin in der argentinischen Nationalmannschaft. 2018 gewannen die Argentinierinnen bei den Südamerikaspielen vor der Mannschaft aus Uruguay. Bei der Weltmeisterschaft 2018 in London schieden die Argentinierinnen im Viertelfinale gegen die Australierinnen aus. 2019 gewann die argentinische Mannschaft die Goldmedaille bei den Panamerikanischen Spielen in Lima. Im Finale gewannen die Argentinierinnen mit 5:1 über die Kanadierinnen.
Bei den 2021 ausgetragenen Olympischen Spielen in Tokio belegten die Argentinierinnen in ihrer Vorrundengruppe nur den dritten Platz. Mit einem 3:0-Sieg im Viertelfinale gegen die deutsche Mannschaft und einem 2:1-Halbfinalsieg über die Inderinnen erreichten die Argentinierinnen das Finale gegen die Mannschaft aus den Niederlanden. Die Argentinierinnen unterlagen mit 1:3 und erhielten die Silbermedaille. Das olympische Finale war das 97. Länderspiel von Agostina Alonso.
Im Jahr darauf erreichten die Argentinierinnen bei der Weltmeisterschaft in Terrassa mit einem Sieg im Shootout gegen die deutsche Mannschaft das Endspiel. Dort verloren sie mit 1:3 gegen die Niederländerinnen.
Bei den Olympischen Spielen 2024 in Paris erreichte sie mit der Mannschaft die Bronzemedaille.
Seit 2021 lebt sie in Hamburg und spielt dort beim Großflottbeker THGC.